# Ernestina (prénom)
Pour les articles homonymes, voir Ernestina.
Ernestina est un prénom féminin pouvant désigner:

## Prénom
- Ernestina Abambila (née en 1998), joueuse ghanéenne de football
- Ernestina Edem Appiah (née en 1977), entrepreneure sociale ghanéenne
- Ernestina Pérez Barahona (1865-1951), médecin et féministe chilienne
- Ernestina de Champourcín (1905-1999), poétesse espagnole
- Ernestina Cravello (en) (1880-1942), anarcho-féministe italo-américaine
- Ernestina Herrera de Noble (1925-2017), éditrice et femme d'affaires argentine
- Ernestina Lecuona (1882-1951), pianiste et compositrice cubaine
- Ernestina Maenza (en) (1908-1995), skieuse alpine espagnole
- Ernestina Naadu Mills (en), éducatrice et première dame ghanéenne
- Ernestina A. López (en) (1879-1965), éducatrice et activiste argentine
- Ernestina Godoy Ramos (en) (née en 1954), procureure générale mexicaine
- Ernestina Ascensión Rosario (en) (1934-2007), victime mexicaine d'une affaire judiciaire